# Terminal de Ómnibus de Paraná
La Terminal de Ómnibus Supremo Entrerriano, es el principal punto de transferencia vía terrestre, que tiene la ciudad. Ubicacda entre las calles Av. Francisco Ramírez, Dr. Martín Ruíz Moreno, Antártida Argentina y Remedios Escalada de San Martín, abarcando la Plaza "Martín Fierro" de la ciudad de Paraná, Entre Ríos, Argentina.
Cuenta con 20 plataformas, divididas en dos alas; en el ala sur se encuentran las plataformas 1 a 10 (sobre calle Dr. Ruíz Moreno), llegan y salen servicios nacionales, y dos internacionales de las empresas Encon y JBL Internacional; en el ala norte se encuentran las plataformas 11 a 20 (sobre calle Remedios Escalada), llegan y salen servicios provinciales, uno nacional de la empresa Encon, y uno internacional de la Empresa General Artigas (EGA).

## Historia
Originalmente ubicada en las Cinco Esquinas, a 200mts de dónde se encuentra el actual edificio, cuando ese era uno de los bordes de la ciudad, fue por años referencia para viajeros. En uno de los vértices de ese triángulo que forman Pascual Echagüe, Ramírez y Alem, lucía esbelto el monumental hotel Supremo Entrerriano, orientado premonitoriamente hacia donde la ciudad iba a desarrollarse con mayor vigor. Fue inaugurada el 6 de diciembre de 1995, por el intendente Julio Solanas. Durante la gestión 2015-2019 del intendente Sergio Varisco, fue declarada de interés Municipal, mediante la ordenanza N° 9.512. La norma autoriza al Ejecutivo Municipal a llamar a concurso público de proyectos, mediante el cual se definan los lineamientos de la futura estructura edilicia y funcional de la Nueva Terminal. El 23 de diciembre de 2016, el Concejo aprobó una ordenanza, declarando de utilidad pública y sujetos a expropiación, y subsidiariamente su compra directa, de los terrenos ubicados entre calles Antonio Crespo, Juan Ambrosetti, Raúl Uranga y 3 de Febrero para instalar ahí la nueva terminal. Es de esperar que esta vez sea una estación confortable, funcional, y con proyección para atender las necesidades de largo plazo del sistema de transporte.

## Principales destinos por empresas desde Paraná
- Ciudad Autónoma de Buenos Aires
  - Costera Criolla, Expreso del Oeste, Flecha Bus, San José/Rápido Tata, Vía Bariloche, Vía TAC, Zenit.

- Provincia de Buenos Aires
  - Central Argentino de Rosario, Costera Criolla, Expreso del Oeste, Flecha Bus, Ñandú del Sur, San José/Rápido Tata, Tramat/Andesmar, Vía Bariloche, Vía TAC, Zenit.

- Provincia del Chaco
  - Flecha Bus, Tramat/Andesmar, Vía TAC.

- Provincia del Chubut
  - Tramat/Andesmar.

- Provincia de Córdoba
  - 20 de Junio, Andesmar, Crucero del Norte, DumasCat, El Práctico, Encon, Expreso Singer, Flecha Bus, Zenit.

- Provincia de Corrientes
  - 20 de Junio, Crucero del Norte, El Cometa Bis, Expreso Singer, Flecha Bus, San José/Rápido Tata, Vía TAC, Zenit.

- Provincia de Entre Ríos (Interior)
  - Ciudad de Crespo, Ciudad de Viale, CO.D.T.A., Empresa Guadalupe, El Indio S.R.L., E.T.A., Expreso Hernandarias, Expreso Palmares, Flecha Bus, Fluviales, Jovi Bus, Libertador, Ríos Tur, San José/Rápido Tata, San Vicente, Zenit.

- Provincia de Formosa
  - Flecha Bus, Tramat/Andesmar, Vía TAC.

- Provincia de La Pampa
  - Flecha Bus.

- Provincia de Mendoza
  - 20 de Junio, Andesmar, Flecha Bus.

- Provincia de Misiones
  - 20 de Junio, Crucero del Norte, El Cometa Bis, Expreso Singer.

- Provincia de Neuquén
  - Flecha Bus.

- Provincia de Río Negro
  - Flecha Bus.

- Provincia de Salta
  - Flecha Bus.

- Provincia de San Juan
  - 20 de Junio.

- Provincia de San Luis
  - 20 de Junio, Andesmar, Flecha Bus.

- Provincia de Santa Fe
  - Andesmar, Central Argentino, Costera Criolla, Crucero del Norte, El Cometa Bis, El Práctico, E.T.A.C.E.R., Flecha Bus, Fluviales, Ñandú del Sur, San José/Rápido Tata, Tramat/Andesmar, Vía TAC, Zenit.

- Provincia de Santiago del Estero
  - El Práctico, Flecha Bus.

- Provincia de Tucumán
  - El Práctico, Flecha Bus.

- Brasil
  - DumasCat/KMB, Flecha Bus, Viação Planalto.

- Uruguay
  - DumasCat/KMB, Empresa General Artigas (EGA), Encon.